# Centre Mondial du Cyclisme

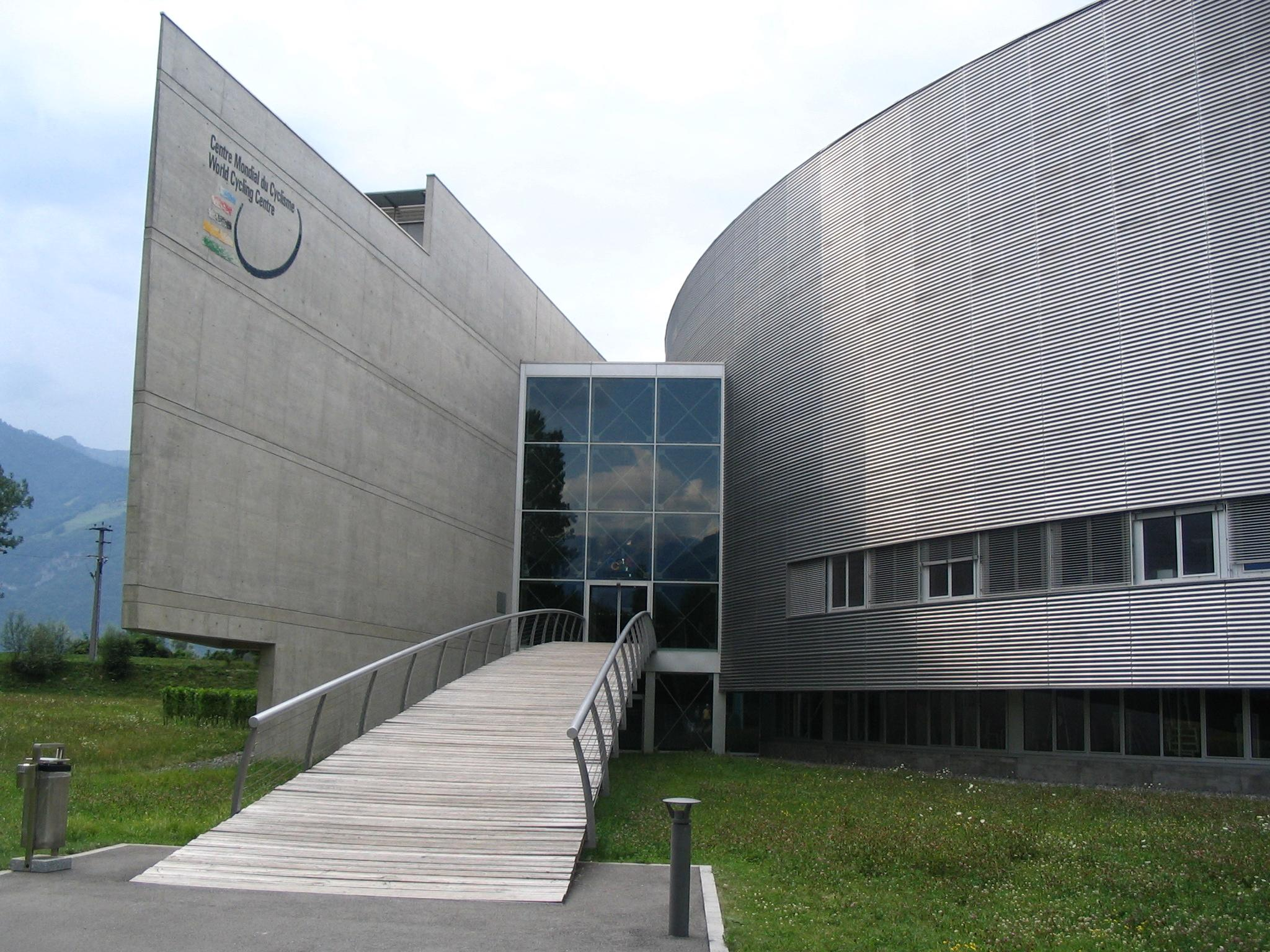
Hauptgebäude des CMC in Aigle

Das Centre Mondial du Cyclisme (kurz CMC, dt. etwa Weltradsportzentrum) steht im schweizerischen Aigle. Es wurde 2002 eingeweiht und dient als Hauptsitz und Trainingszentrum des Weltradsportverbands UCI. Die gleichwertig benutzte englische Bezeichnung lautet World Cycling Centre (WCC).

## Ausstattung

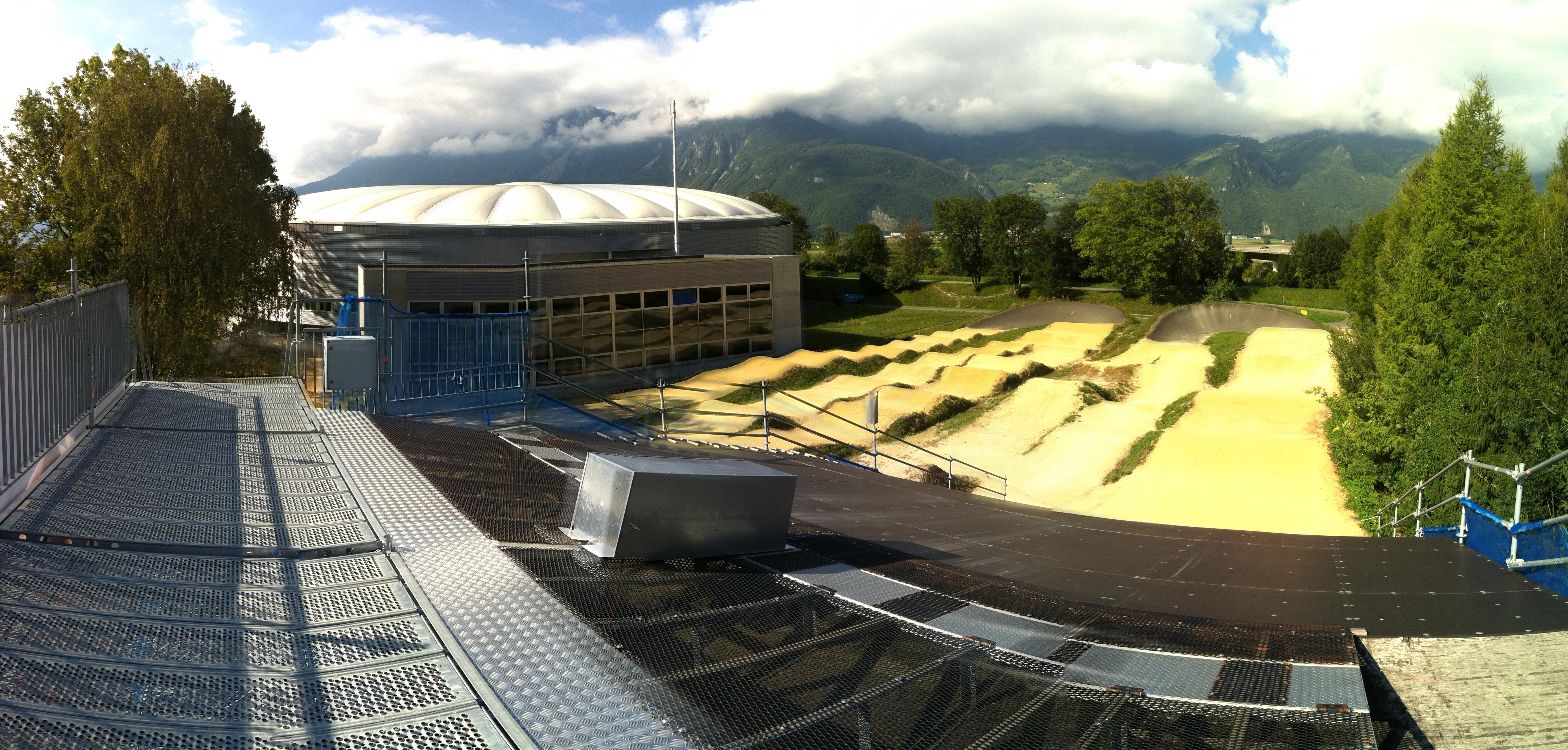
BMX-Piste neben dem CMC

Im Gebäudekomplex des CMC befinden sich neben den Büroräumen der UCI eine Radrennbahn, mehrere Gymnastik- und Fitnesshallen, mehrere Seminar- und Unterrichtsräume, ein Restaurant sowie das Internationale Radsportmuseum samt Archiv. Das Museum ist ganzjährig für Besucher zugängig. Zu den Außenanlagen zählen eine Bahn für BMX-Rennsport und eine für BMX-Freestyle.

## Radrennbahn

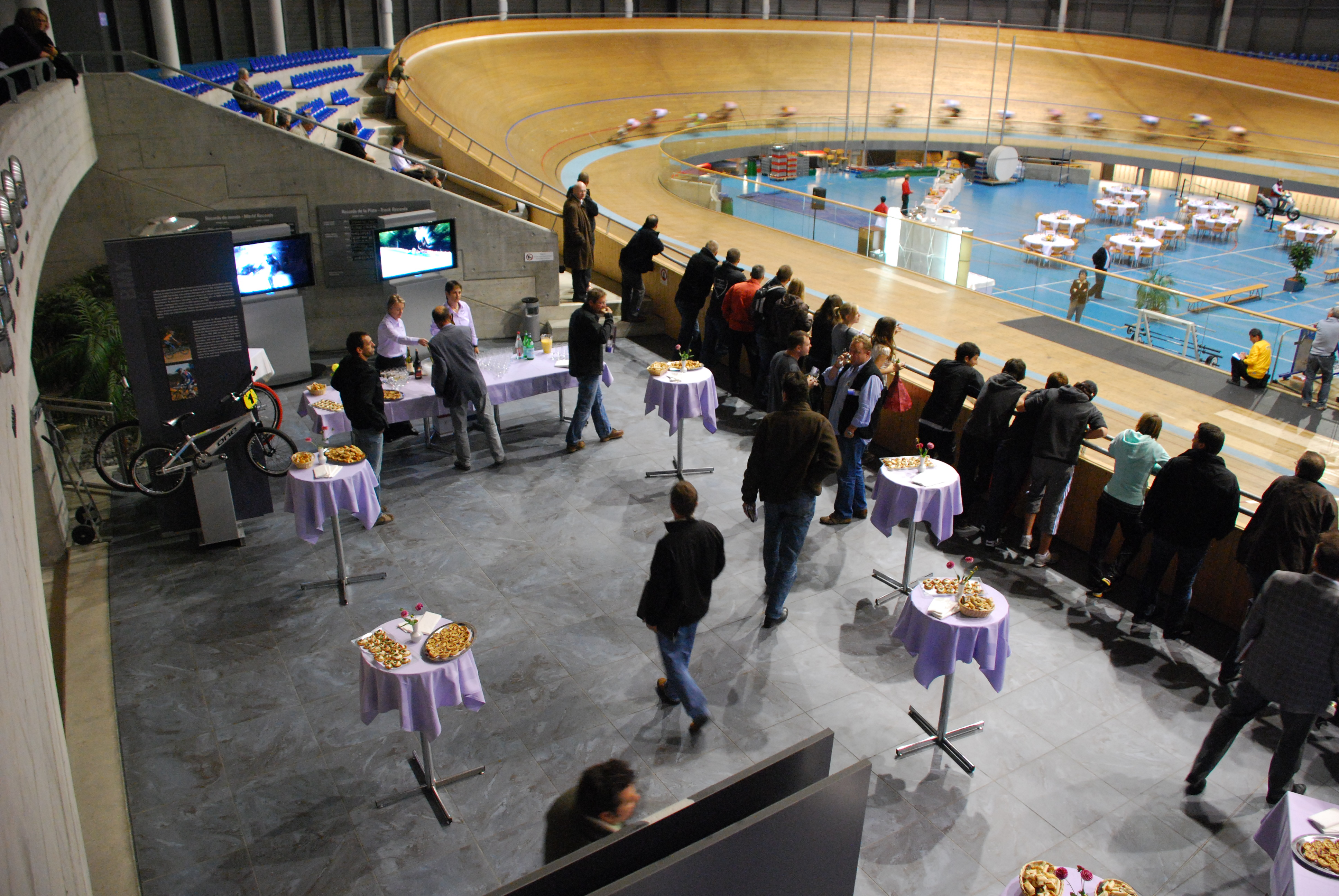
Radrennbahn im CMC

Die Radrennbahn aus Sibirischer Fichte wurde von der Firma Schürmann erbaut. Sie hat eine Länge von 200 m und maximale Neigung von 46.7°. Der Innenraum der Bahn wird für andere Sportarten wie Kunstturnen, Trampolin und Leichtathletik genutzt.
Die Radrennbahn des CMC war Austragungsort diverser Schweizer Meisterschaften sowie folgender internationaler Wettkämpfe:
- B-Weltmeisterschaften 2003
- Paracycling-Weltmeisterschaften 2006 (unter Ägide des IPC)
- Junioren-WM 2016
- Junioren-EM 2018
- Junioren-WM 2018

Zudem findet jedes Jahr mit den Trois Jours d’Aigle ein internationaler Bahn-Wettbewerb der Klasse 1 dort statt.
Am 30. Oktober 2014 stellte der Österreicher Matthias Brändle auf der Radrennbahn der Einrichtung mit 51,852 Kilometern einen neuen Stundenweltrekord auf. Dabei verbesserte er die anderthalb Monate alte Bestmarke des Deutschen Jens Voigt um 737 Meter.
Am 14. Januar 2019 sollten im Velodrom die Schweizer Meisterschaften im Zweier-Mannschaftsfahren und in der Mannschaftsverfolgung ausgetragen werden. Beim Warmfahren der Sportler wurde ein Helfer von einer Gruppe Fahrern erfasst und schwer verletzt. Einige Tage später erlag er seinen Verletzungen.

## Andere Radsportaktivitäten
Aufgrund der Bedeutung des CMC für den Radsport wurde Aigle mehrfach von Radrennen wie der Tour de Suisse oder der Tour de Romandie besucht und war 2022 erstmals Etappenort der Tour de France.
Rund um das CMC wurde mehrfach, zuletzt 2010, der Cyclocross Aigle im Rahmen des UCI-Cyclocross-Weltcups ausgetragen. 2005 gab es dort einen Lauf im UCI-BMX-Racing-Weltcup.
Im Oktober 2022 richtete das CMC die Straßenradsport-Meisterschaft für afghanische Frauen aus, in Zusammenarbeit mit dem Radsportverband Afghanistans, der seit der Machtübernahme der Taliban seine Aktivitäten im Exil ausübt.

## Akademie
Junge Radsportler aus der ganzen Welt, die ein olympisches Stipendium erhalten, trainieren hier die olympischen Radsportdisziplinen auf der Bahn, Straße, Mountainbike und BMX. In einer Akademie werden zudem professionelle Trainer ausgebildet.
Im Straßen-Radsport unterhält das CMC mit dem WCC Team eine Frauen-Mannschaft, die ihren Fahrerinnen die Teilnahme an internationalen Radrennen ermöglicht. Ein Team aus jeweils sechs CMC-Stipendiaten verschiedener Nationen nahm seit 2019 an allen bisherigen Austragungen der Mixed-Staffel bei den Straßenradsport-Weltmeisterschaften teil. Auch Masomah Ali Zada, die 2021 in Tokio für das Olympische Flüchtlingsteam antrat, konnte sich am Zentrum auf ihren Einsatz vorbereiten.

## Trainingszentren weltweit
Neben dem Zentrum in Aigle richtet die UCI nach und nach weitere Trainingszentren weltweit ein, sogenannte „WCC Satellite Centers“. 2024 führte die UCI eine Differenzierung in kontinentale und regionale Zentren ein. Mit Stand September 2024 gab es neun kontinentale Satelliten:
- 2005 wurde in Potchefstroom (Südafrika) das World Cycling Centre Africa (WCCA) eröffnet, das 2018 nach Paarl umzog. Sein Leiter ist der frühere Weltklasse-Bahnradfahrer Jean-Pierre van Zyl. Bekannte afrikanische Fahrer, die im WCCA trainiert haben, sind der mehrfache Afrikameister Daniel Teklehaimanot aus Eritrea, der 2015 als erster Afrikaner das Gepunktete Trikot bei der Tour de France trug, der mehrfache marokkanische Meister Adil Jelloul sowie der zweifache Afrikameister Natnael Berhane aus Eritrea.[7]
- 2013 wurde ein WCC in Korea mit zwei Standorten eröffnet, nämlich im KSPO Keirin Trainingszentrum in Yeongju und im Velodrom von Yangyang.
- Im November 2015 wurde ein viertes Zentrum in der Radrennbahn von Neu-Delhi eingeweiht. Sie liegt im Indira Gandhi Sports Complex, das für die Commonwealth Games 2010 erbaut wurde.[8]
- 2019 wurde das bereits bestehende portugiesische Hochleistungszentrum rund um das Velódromo Nacional in Anadia zum WCC Satellite Centre für Europa ausgebaut.[9][10]
- Ende 2022 erfolgte Ähnliches mit dem kanadischen Centre National de Cyclisme de Bromont.[11]
- Zeitgleich mit dem kanadischen Zentrum wurde ein weiteres im National Cycling Centre von Couva (Trinidad und Tobago) eröffnet.[12]
- Erstes Satellitenzentrum in Ozeanien wurde das Velodrom von Cambridge in Neuseeland im März 2024.[13]
- Ein chinesisches Zentrum wurde im Mai 2024 in Shanghai eröffnet.[14] Schon 2016 hatte es ein Abkommen mit der Wanda Group gegeben, ein Zentrum in China zu eröffnen.[15]
- Im Juni 2024 folgte ein weiteres Zentrum in Lima.[16]

Die derzeit zwei regionalen Zentren sind die folgenden:
- Das WCC Japan im japanischen Shuzenji bei Izu ist das älteste Satellitenzentrum von allen. Es wurde 2002 eröffnet, in einer Kooperation mit dem Japanischen Olympischen Komitee, der Japan Keirin Association, der Japan Cycling Federation und der UCI. Heute befindet sich das Centre im Izu Velodrome. Seitdem wurden dort rund 800 Sportler aus 22 verschiedenen nationalen Verbänden trainiert, unter denen sich sechs spätere Olympiateilnehmer befanden wie etwa Lee Wai-sze aus Hongkong, die bei den Olympischen Spielen 2012 in London eine Bronzemedaille im Keirin gewann.[17] 2024 wurde Shuzenji zum regionalen Zentrum herabgestuft.[6]
- In Ruanda gibt es seit 2024 ein Zentrum mit drei Stützpunkten in Musanze (Africa Rising Cycling Center), Bugesera und Rwamagana.[6]

Verschiedene Projekte kamen letztlich nicht zustande:
- 2014 gab es Pläne, ein weiteres WCC im Süden des Sinai zu eröffnen, die bisher nicht realisiert wurden.[18]
- Anlässlich der Panamerika-Meisterschaften im Bahnradsport 2023 in San Juan wurde das dortige Velodrom zum ersten Satelliten-Zentrum in Südamerika bestimmt.[19] Allerdings zog die Provinzregierung später ihre finanziellen Zusagen zurück.[20]